# Golemo Bucino, Pernik
Golemo Bucino (în bulgară Големо Бучино) este un sat în comuna Pernik, regiunea Pernik,  Bulgaria. 

## Demografie
Componența etnică a satului Golemo Bucino
     Romi (1,51%)
     Turci (12,39%)
     Bulgari (80,71%)
     Nicio identificare (5,37%)
La recensământul din 2011, populația satului Golemo Bucino era de 726 locuitori. Din punct de vedere etnic, majoritatea locuitorilor (80,71%) erau bulgari, existând și minorități de turci (12,39%) și romi (1,51%). Pentru 5,37% din locuitori nu este cunoscută apartenența etnică.